# Giải Mai Vàng
Giải Mai vàng là một giải thưởng thường niên nhằm tôn vinh những nghệ sĩ đã có những đóng góp tích cực cho các hoạt động văn hóa nghệ thuật ở Việt Nam do báo Người lao động tổ chức từ năm 1995. Tiền thân của Giải Mai vàng là giải thưởng Bình chọn Văn nghệ sĩ được yêu thích nhất trong năm ra đời vào năm 1991. Tên gọi hiện nay do nhạc sĩ Vũ Hoàng đặt.

## Ra đời

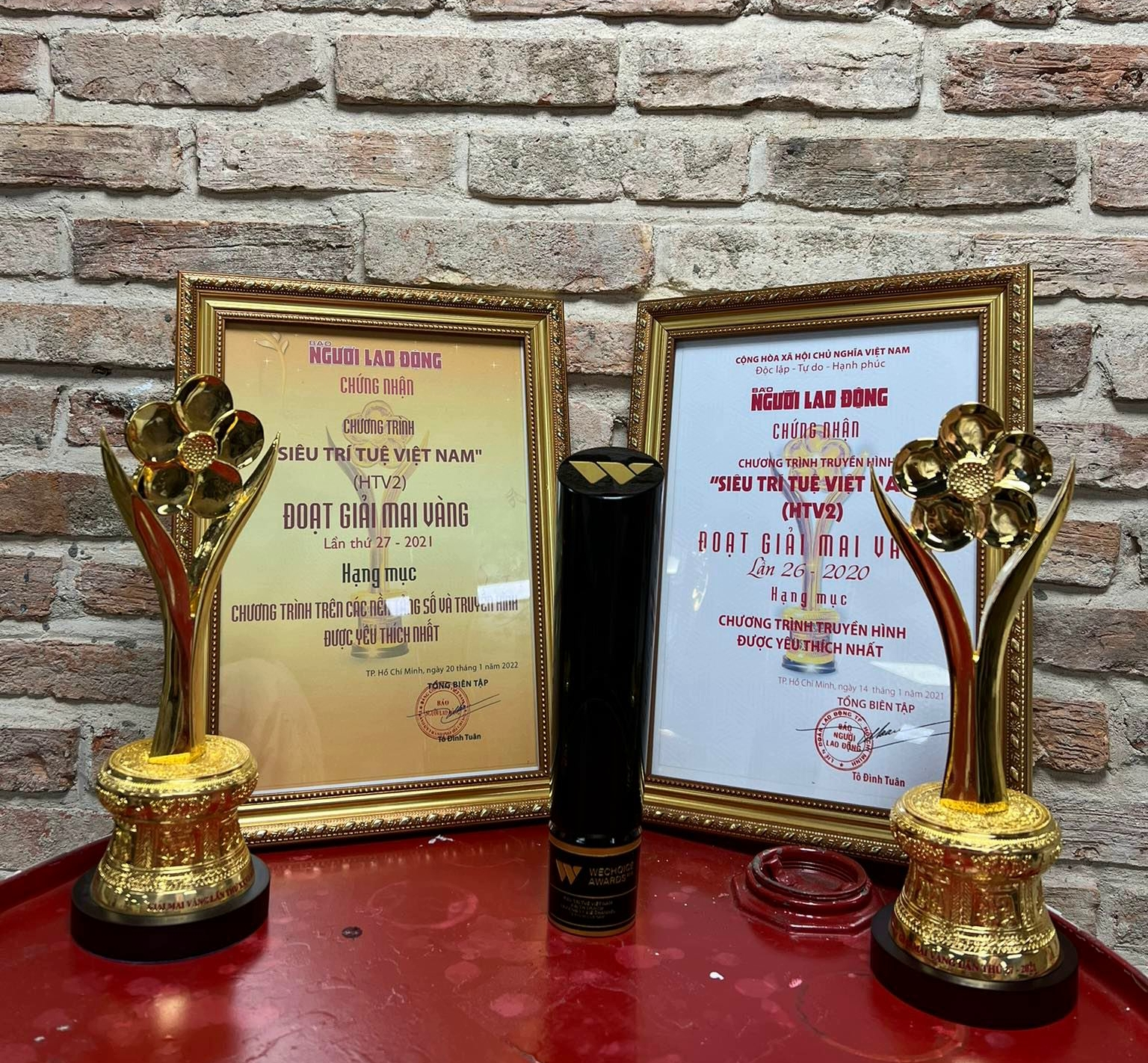
Giấy chứng nhận và cúp của Giải thưởng Mai Vàng được trao cho chương trình truyền hình thực tế Siêu trí tuệ Việt Nam (mùa 1) và (mùa 2)

Năm 1991, Tổng biên tập báo Người lao động lúc bấy giờ là ông Phan Hồng Chiến muốn có những hoạt động bên lề nhằm quảng bá thương hiệu của tờ báo đến với công chúng cũng như thu hút sự quan tâm của giới nghệ sĩ. Dựa theo ý tưởng đó, Trưởng phòng Văn hóa Nghệ thuật của tờ báo lúc đó, nhà báo - nhạc sĩ Vũ Hoàng, đã đề xuất tổ chức giải thưởng Bình chọn Văn nghệ sĩ được yêu thích nhất trong năm dành cho độc giả của báo. Giải thưởng đầu tiên đã được tổ chức vào những tháng cuối năm 1991, lễ trao giải tổ chức ngay tại sân sau cơ quan của tòa báo với khoảng 500 khán giả.

## Chính thức đổi tên
Nhận thấy giải thưởng bước đầu đã tạo nên một sức hút nhất định, Ban Biên tập Báo Người lao động muốn nâng giải thưởng Bình chọn Văn nghệ sĩ được yêu thích nhất trong năm lên một tầm cao hơn. Năm 1995, Báo Người lao động và Ban Tổ chức giải thưởng đã họp bàn và quyết định chính thức đổi tên giải thưởng là Giải Mai vàng.
Người đưa ra cái tên này là nhạc sĩ Vũ Hoàng. Ý nghĩa của tên gọi này là gợi đến loài hoa mai vàng, một loài hoa nở vào mùa xuân ở miền Nam Việt Nam, chứ không phải là hoa mai bằng vàng hay chất lượng vàng như cách dùng từ của các giải thưởng khác. Những nghệ sĩ đạt giải được ví như những bông hoa mai vàng mang đến niềm vui và hạnh phúc cho mọi người khi nở rộ vào mùa xuân.

## Lịch sử
Năm 1995, giải lần đầu tiên được tổ chức với tên gọi Giải Mai vàng. Giải vẫn do bạn đọc báo Người lao động bình chọn giống như giải thưởng Bình chọn Văn nghệ sĩ được yêu thích nhất trong năm trước đó, nhưng kết quả bình chọn này sẽ được thẩm định lại bởi Hội đồng Nghệ thuật gồm các nghệ sĩ đứng đầu các hội nghệ thuật chuyên ngành, các nghệ sĩ có tên tuổi, uy tín.
Giải Mai vàng đã được cải tiến chuyên nghiệp hơn ở lần thứ 9 giải được tổ chức vào năm 2003, hình thức bình chọn tiện lợi hơn, đã có phần mềm riêng biệt dùng cho việc kiểm phiếu. Số lượng độc giả tham gia bình chọn lên đến hơn 50.000 người. Lễ trao giải cũng đã được dàn dựng chuyên nghiệp hơn. Trung tâm Ca nhạc Lan Anh đã tài trợ khoản sân khấu, âm thanh, ánh sáng cho buổi lễ trao giải thay vì tổ chức phát giải ở sân khấu ngoài trời vào ban ngày như các lần trước đó ở Khu Du lịch Văn hóa Suối Tiên hay Công viên Văn hóa Đầm Sen. Trung tâm Băng nhạc Rạng Đông cũng giúp dàn dựng chương trình hoàn toàn miễn phí. Cùng với đó, ê kíp thực hiện gồm đạo diễn Huỳnh Phúc Điền, nhạc sĩ Lê Quang và họa sĩ Lê Trường Tiếu cũng như các ca sĩ khách mời đều gần như không nhận thù lao. Đây là lần đầu tiên lễ trao giải của Giải Mai vàng có tổ chức bán vé với hơn 3 ngàn khán giả, các vị khách mời cùng với gần 100 văn nghệ sĩ đã đến tham dự và cũng là lần đầu tiên được Đài Truyền hình Thành phố Hồ Chí Minh truyền hình trực tiếp phục vụ khán giả xem đài.
Trong dịp kỷ niệm 10 năm Giải Mai vàng, ở Giải Mai vàng lần thứ 10 - 2004, Ban Tổ chức đã quyết định đổi mới trong khâu bình chọn, lần đầu tiên độc giả có thể tham gia bình chọn trên báo Người lao động điện tử bên cạnh hình thức bình chọn thông qua ấn bản báo in phát hành hàng ngày. Bên cạnh đó, Giải Mai vàng từ lần tổ chức này đã có được logo chính thức. Buổi lễ trao giải có sự hiện diện của hơn 4 ngàn khán giả và hơn 100 nghệ sĩ trong cả nước.
Giải Mai vàng đã được cải tiến qua từng năm theo hướng chuyên nghiệp hóa trong khâu tổ chức. Tuy nhiên, kết quả bình chọn trong những năm gần đây đã vấp phải không ít những ý kiến không đồng tình từ dư luận với những cá nhân, tác phẩm chưa thật sự nổi bật nhưng vẫn đạt giải.

## Vinh danh
Giải Mai vàng đã được xác lập kỷ lục với nội dung "Giải thưởng văn hóa nghệ thuật do công chúng, độc giả bình chọn được tổ chức thường niên lâu năm nhất tại Việt Nam" vào năm 2025.